# Dicliptera kurzii
Dicliptera kurzii är en akantusväxtart som beskrevs av C. B. Cl.. Dicliptera kurzii ingår i släktet Dicliptera och familjen akantusväxter. Inga underarter finns listade i Catalogue of Life.